# Gabriel González Videla
Gabriel González Videla (La Serena, 22 de novembro de 1898 — Santiago do Chile, 22 de agosto de 1980) foi um diplomata e político chileno.
Ingressou na carreira política em 1917 no Partido Radical. Em 1933 elegeu-se deputado e reelegeu-se em 1949. Foi nomeado pelo presidente Pedro Aguirre Cerda para o cargo de embaixador em França, depois em Portugal (1940) e por fim no Brasil (1942).
Formou a Alianza Democrática pela presidência, formada por radicais, democratas e comunistas.
Em 1946 tomou o poder do Chile. E, depois, no ano da ditadura do presidente Augusto Pinochet, foi conselheiro de Estado.

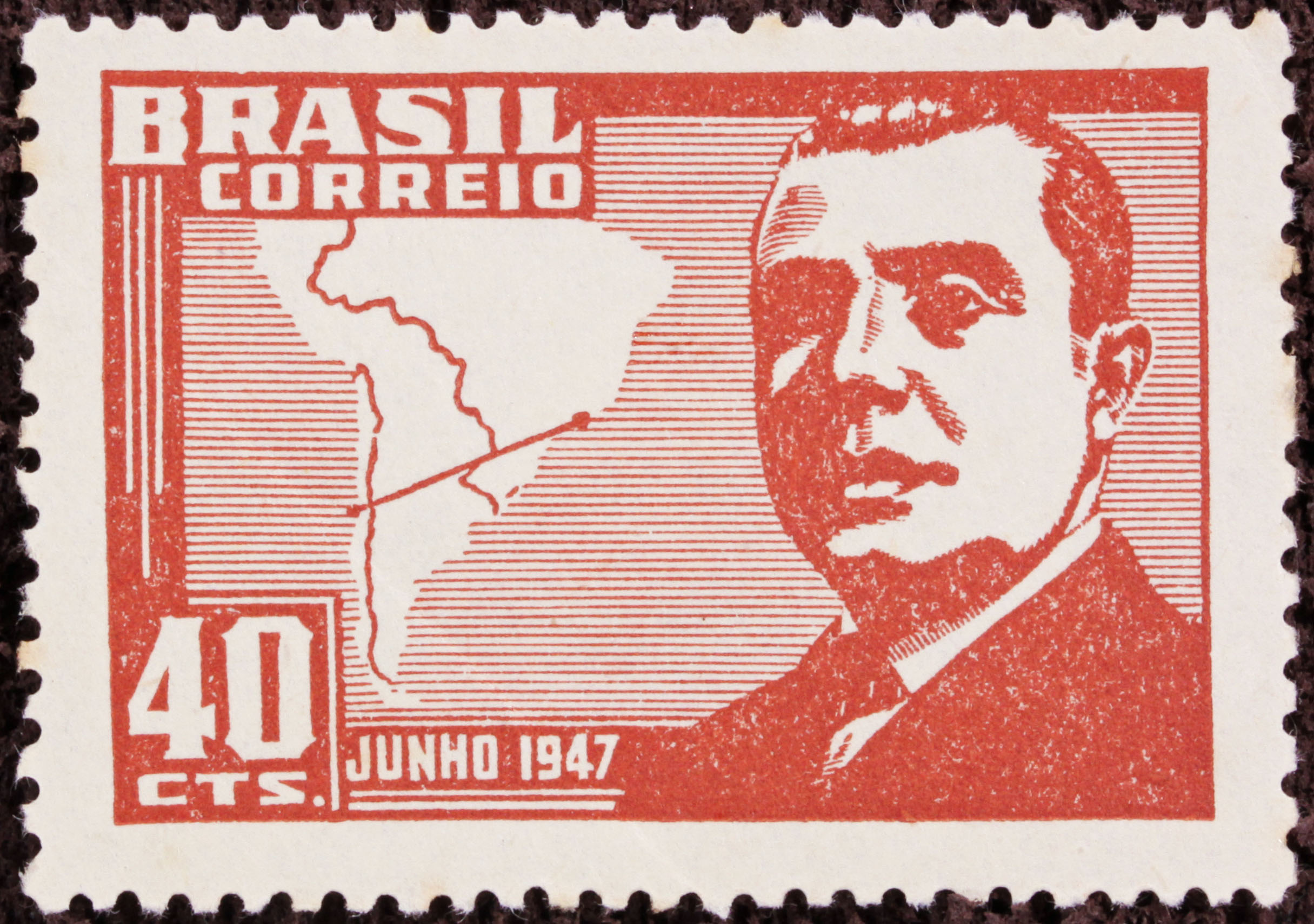